# Crematogaster egregior
Crematogaster egregior är en myrart som beskrevs av Auguste-Henri Forel 1912. Crematogaster egregior ingår i släktet Crematogaster och familjen myror. Inga underarter finns listade i Catalogue of Life.